# Gilles Barbedette
Vista da sepultura.
Gilles Barbedette (Rennes, 28 de janeiro de 1956 - ?, 30 de março de 1992) foi um escritor e ativista homossexual francês. Morreu de SIDA/AIDS. Seu túmulo encontra-se no Cemitério do Père-Lachaise.